# Čremošné
Čremošné – wieś i gmina (obec) w powiecie Turčianske Teplice, kraju żylińskim, w północno-centralnej Słowacji. Znajduje się u południowo-zachodnich podnóży Wielkiej Fatry w dolinie Somolickiego potoku. Wieś po raz pierwszy wzmiankowana w roku 1340 pod nazwą Polun.

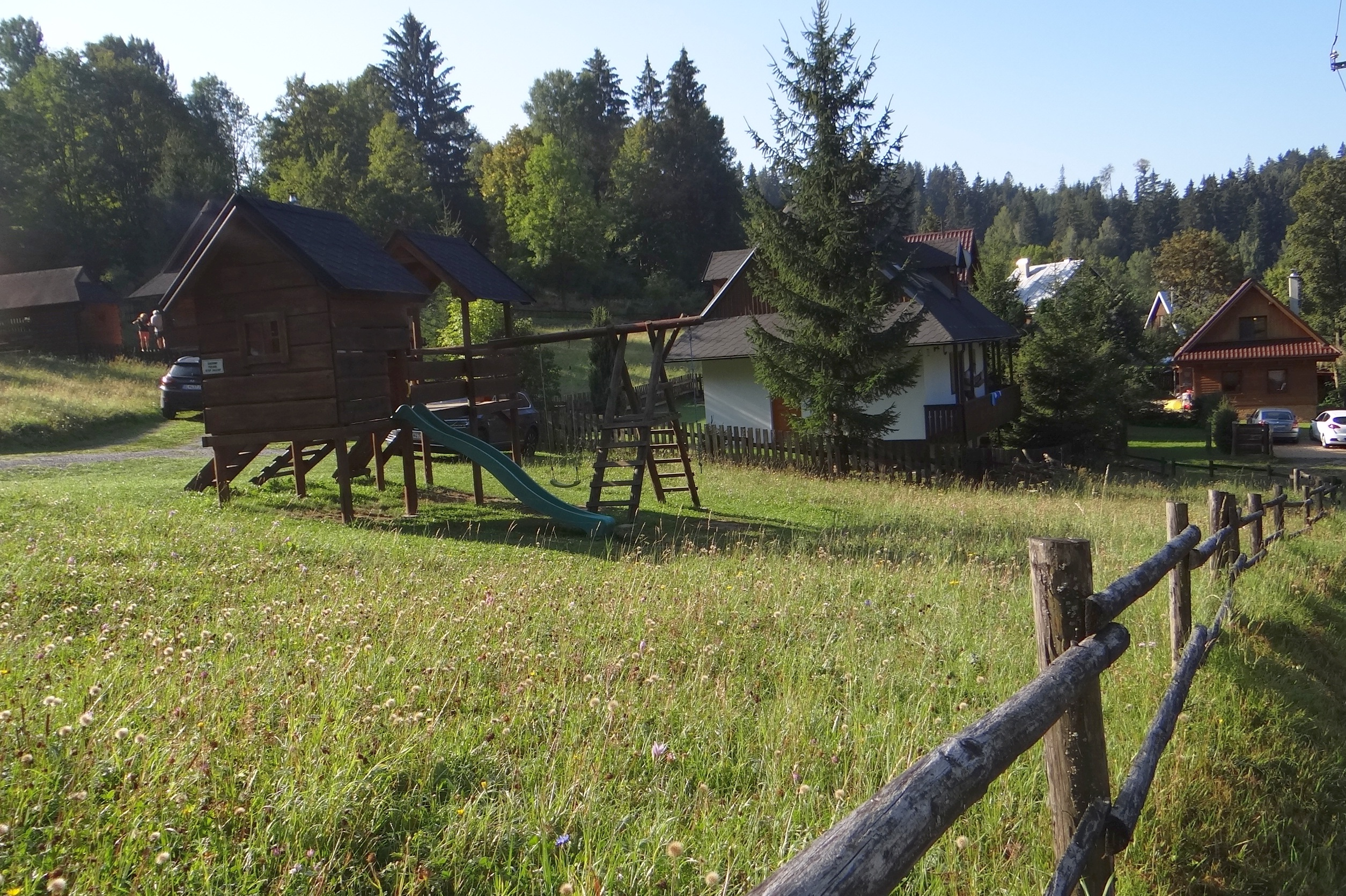
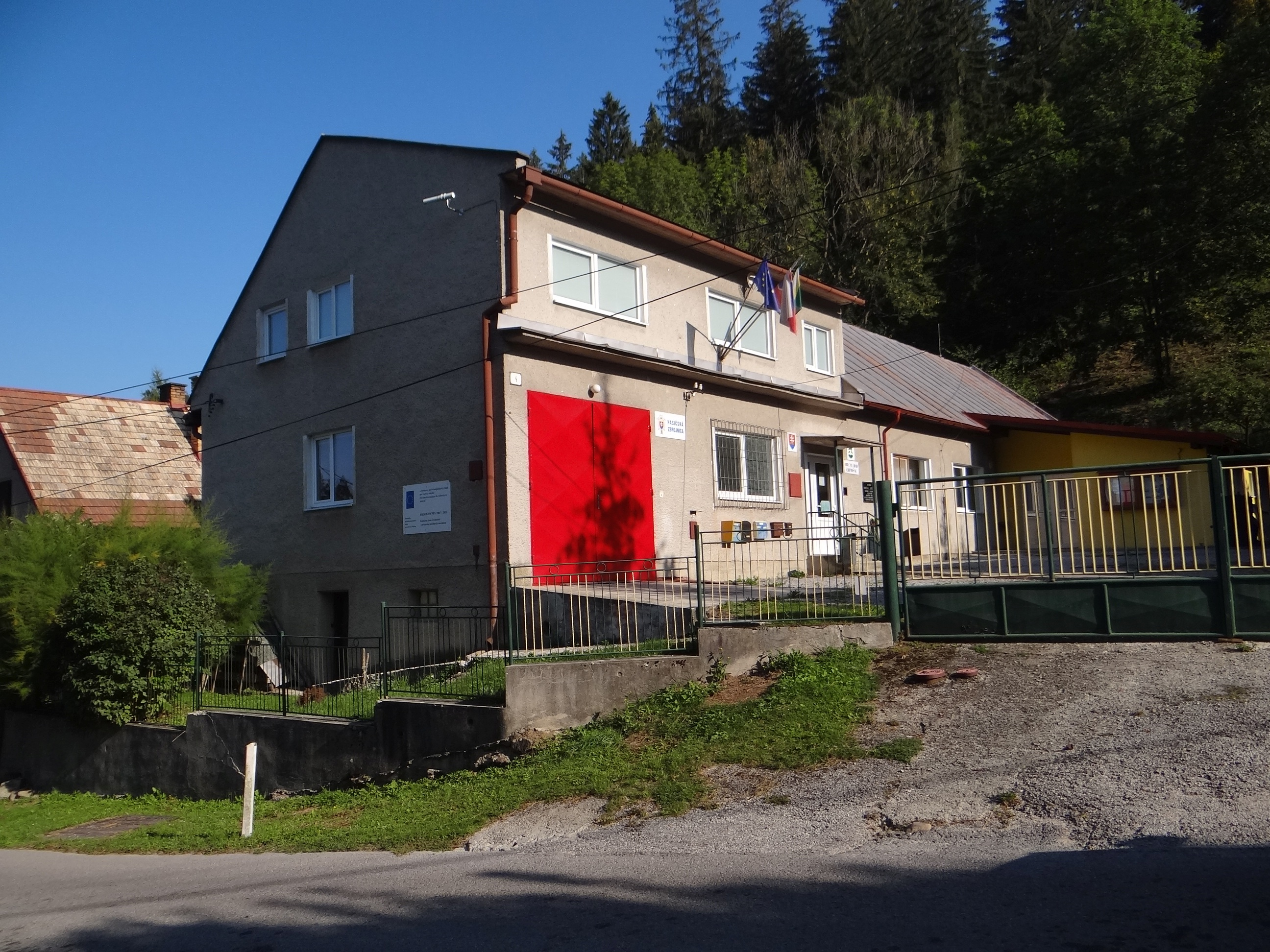
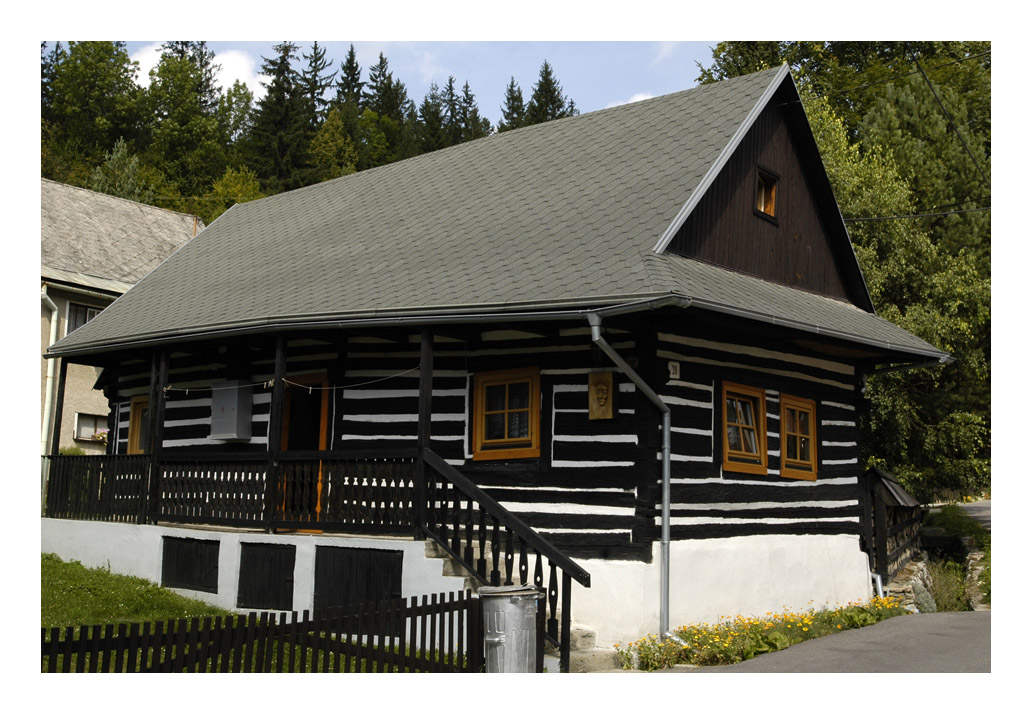